# Riccardo di San Germano
Riccardo di San Germano (in latino Richardus o Ryccardus de Sancto Germano; San Germano, 1170 circa – 1243) fu un cronista, autore di una Chronica dei fatti avvenuti in Italia, ma in particolare nel Regno di Sicilia, tra il 1189 e il 1243.

## Biografia
Di lui sappiamo che intraprese la carriera notarile e che svolse la sua attività a San Germano (odierna Cassino) e presso il monastero di Montecassino dal 1186 al 1232; intorno al 1220 entrò nella Curia di Federico II con un incarico importante, per poi affiancare il fratello Giovanni nella carica di notaio imperiale (1232).
Altre vicende della vita di Riccardo si ricavano dalla Cronaca stessa: nel giugno 1208 accolse papa Innocenzo III in visita al monastero di Montecassino; nel 1215 accompagnò l'abate Stefano di Marsia al IV Concilio Lateranense; nel 1239 partecipò all'assedio di Milano.

## LaChronica

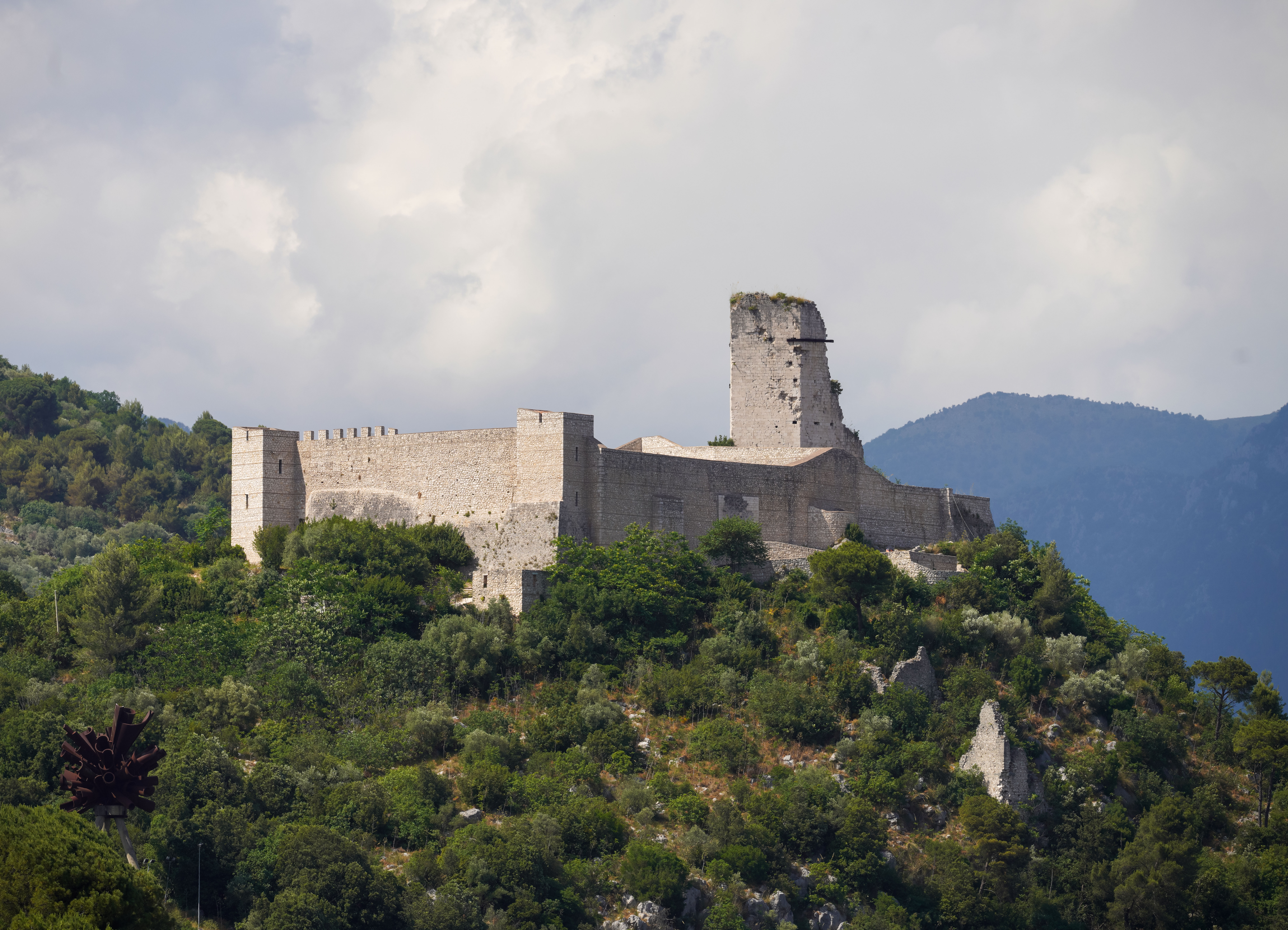
Rocca Janula, Cassino

La narrazione della Chronica segue lo stile annalistico, influenzata probabilmente dagli Annales Cassinenses.
Ci sono pervenute due redazioni originali della cronaca, entrambe di sua stessa mano: la prima copre un arco di tempo più breve (dal 1216 al 1227) e ha la forma e il contenuto di una cronaca annalistica; successivamente Riccardo pensò ad una vera e propria opera di storiografia e ampliò l'arco temporale, facendo iniziare le vicende al 1189 (morte del re Guglielmo II di Sicilia, quasi legittimando l'eredità al trono di Federico II, che ne era il cugino) e protraendole fino alla sua morte.
L'autore, per il ruolo che rivestiva al fianco dell'imperatore, narrò vicende di cui fu testimone o delle quali raccolse testimonianze dirette dalle persone coinvolte: per questo motivo, essenzialmente, la cronaca di Riccardo è considerata la più attendibile e la più ricca fonte di notizie sulle vicende storiche dell'Italia meridionale durante la dominazione sveva. Questo nonostante che l'evidente partigianeria filosveva di Riccardo affiori ripetutamente nel testo. Gli storiografi hanno tuttavia unanimemente rilevato che la posizione dell'autore non va a danno della narrazione che rimane "equilibrata e oggettiva, documentata ed imparziale".
Da sottolineare che grazie alla cronaca di Riccardo ci sono pervenuti i contenuti delle Assise di Capua e delle Assise di Messina.

### Edizioni dellaChronica
Della Chronica prior:
- Chronica ignoti monachi Cisterciensis Sanctae Mariae de Ferraria et Ryccardi de Sancto Germano Chronica Prior, a cura di Augusto Gaudenzi, Napoli 1888.

Della Chronica maiora:
- Erasmo Gattola, Ad Historiam Abbatiae Cassinensis accessiones, vol. II, Venezia 1734, pp. 766-820.
- Ryccardi de Sancto Germano notarii Chronica, ed. G.H. Pertz, in Monumenta Germaniae historica. Scriptores. Scriptores rerum Germanicarum in usum scholarum separatim editi, 53; Hannover 1864
- Ryccardi de Sancto Germano notarii Chronica, ed. C.A. Garufi, Rerum Italicarum Scriptores, VII 2, Bologna 1937.
- Riccardo da San Germano, Cronaca, traduzione, introduzione e note di Giuseppe Sperduti; Collana di studi storici 2; Cassino: F.Ciolfi, 1995
- Cronisti dell'età normanno-sveva, vol II: Alessandro di Telese, Falcone di Benevento, Riccardo di S. Germano. Trad. di Elio Spinnato. Palermo: [s.n.], 1996